# Hagnicourt
Hagnicourt település Franciaországban, Ardennes megyében. Lakosainak száma 68 fő (2022. január 1.). Hagnicourt Mazerny, Montigny-sur-Vence, Vaux-Montreuil, Villers-le-Tourneur és Wignicourt községekkel határos.

## Népesség
A település népességének változása:
| Lakosok száma | 82   | 72   | 59   | 59   | 77   | 78   | 80   | 73   | 70   | 68   |
|               | 1968 | 1982 | 1990 | 2006 | 2013 | 2015 | 2017 | 2019 | 2020 | 2022 |